# Ariel (film)
Ariel är en finsk film från 1988, regisserad av Aki Kaurismäki. I rollerna ses bland annat Turo Pajala som filmens huvudkaraktär Taisto Kasurinen och Susanna Haavisto som Irmeli Pihlaja. För musiken i filmen stod Esko Rahkonen, Rauli Somerjoki och Taisto Tammi. Filmen är den andra i Kaurismäkis förlorartrilogin som består av Skuggor i paradiset (1986), Ariel och Flickan från tändsticksfabriken (1990). Trilogin har växelvis benämnts som arbetarklass- eller proletariatstrilogin och av Kaurismäki själv som förlorartrilogin, med Matteusevangeliets citat om att de saktmodiga ska besitta jorden i åtanke.

## Handling
Filmen handlar om gruvarbetaren Taisto Kasurinen försök att börja ett nytt liv efter att den gruva där han arbetat lagts ner.

## Rollista
| Turo Pajala      | – Taisto Kasurinen |
| Susanna Haavisto | – Irmeli Pihlaja   |
| Matti Pellonpää  | – Mikkonen         |
| Eetu Hilkamo     | – Riku             |
| Erkki Pajala     | – Kaivosmies       |
| Matti Jaaranen   | – Pahoinpitelijä   |
| Hannu Viholainen | – Apuri            |
| Jorma Markkula   | – Prikkamies       |
| Tarja Keinänen   | – Nainen Satamassa |
| Eino Kuusela     | – Mies rannalla    |